# Liste der Monuments historiques in Valdivienne
Die Liste der Monuments historiques in Valdivienne führt die Monuments historiques in der französischen Gemeinde Valdivienne auf.

## Liste der Bauwerke
| Bezeichnung                            | Beschreibung                                      | Standort                        | Kennzeichnung | Schutzstatus | Datum | Bild           |
| -------------------------------------- | ------------------------------------------------- | ------------------------------- | ------------- | ------------ | ----- | -------------- |
| Friedhof                               | Erbaut im 18. Jahrhundert                         | Le Bois-Plaud (Lage)            | PA00105751    | Inscrit      | 1986  |                |
| Zwei Häuser                            | Erbaut 1477 und 1551                              | 15–17 rue de l’Aumônerie (Lage) | PA86000036    | Inscrit      | 2008  |                |
| Kirche Notre-Dame                      | Erbaut im 12. Jahrhundert                         | La Chapelle-Morthemer (Lage)    | PA00105753    | Classé       | 1910  |                |
| Kirche Notre-Dame                      | Erbaut ab dem 11. Jahrhundert                     | Morthemer (Lage)                | PA00105754    | Classé       | 1908  |                |
| Kirche St-Hilaire                      | Erbaut im 12. Jahrhundert                         | Salles-en-Toulon (Lage)         | PA00105755    | Classé       | 1924  | weitere Bilder |
| Schloss                                | Erbaut in der zweiten Hälfte des 19. Jahrhunderts | Morthemer (Lage)                | PA00105752    | Inscrit      | 1927  | weitere Bilder |
| Kapelle des ehemaligen Priorats Cubord | Erbaut im 12. Jahrhundert                         | (Lage)                          | PA00105750    | Classé       | 1924  |                |

## Liste der Objekte
- Monuments historiques (Objekte) in Valdivienne in der Base Palissy des französischen Kultusministeriums